# Крибензис
Крибензис (Pelvicachromis pulcher) са вид лъчеперки от семейство Цихлиди (Cichlidae).

## Разпространение и местообитание
Видът е ендемичен за Нигерия и Камерун, но често се използва с декоративни цели в акваристиката.
Естественият ареал на крибензис включва южните части на Нигерия и крайбрежните райони на Камерун, където видът обитава сладководни водоеми с висока температура (24 – 26 °C) и умерено киселинна (pH 5,6 – 6,2) и мека вода (12 – 22 mg L-1 CaCO3). Водоемите могат да бъдат застояли или бързотечащи, но крибензис, подобно да други цихлиди в този регион, живеят в участъци с гъста растителност.

## Описание
В естествени условия крибензис достигат дължина около 12,5 cm и маса 9,5 g. Женските са по-дребни и с компактно тяло с дължина до 8,1 cm и маса до 9,4 g. И при двата пола има тъмна надлъжна ивица от опашната перка до устата, а коремът е розов до червен, като интензивността на оцветяването се променя през размножителния период. Гръбната и опашната перка могат да имат и тъмни петна, оградени с жълти пръстени. Дори в рамките на локални популации при мъжките се наблюдава значителен цветен полиморфизъм. Полов диморфизъм започва да се проявява след шестмесечна възраст.

## Хранене
Въпреки твърденията в някои книги по акваристика, че видът се храни червеи, ракообразни и насекоми, изследванията показват, че в естествени условия основната храна на крибензис са диотомови и зелени водорасли, частици от висши растения, както и цианобактерии. Макар че ядат и безгръбначни, те не съставляват значителна част от диетата им.